# Papilio homothoas
Espèce
Papilio homothoas ou Machaon faux-géant est une espèce de lépidoptères (papillons) de la famille des Papilionidae. Cette espèce est présente en Amérique centrale et dans le nord de l'Amérique du Sud (Costa Rica, Panama, Colombie, Venezuela, île de la Trinité). 

## Systématique
L'espèce Papilio homothoas a été décrite pour la première fois en 1906 par les entomologistes Charles Rothschild et Heinrich Jordan.